# Brian Shimer
Brian Shimer, född den 20 april 1962 i Naples, Florida, är en amerikansk bobåkare.
Han tog OS-brons i herrarnas fyrmanna i samband med de olympiska bobtävlingarna 2002 i Salt Lake City.